# Jean Gaupillat

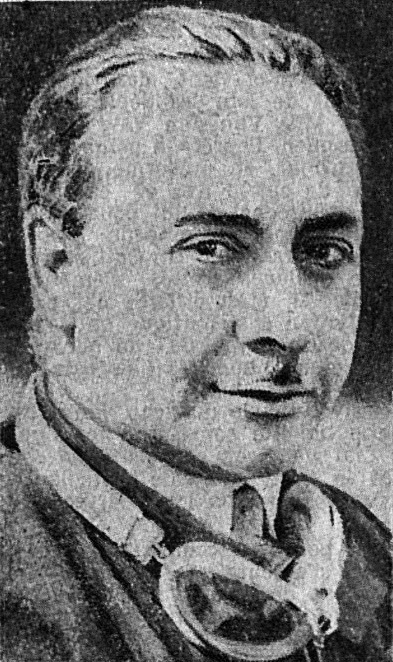
Jean Gaupillat 1931

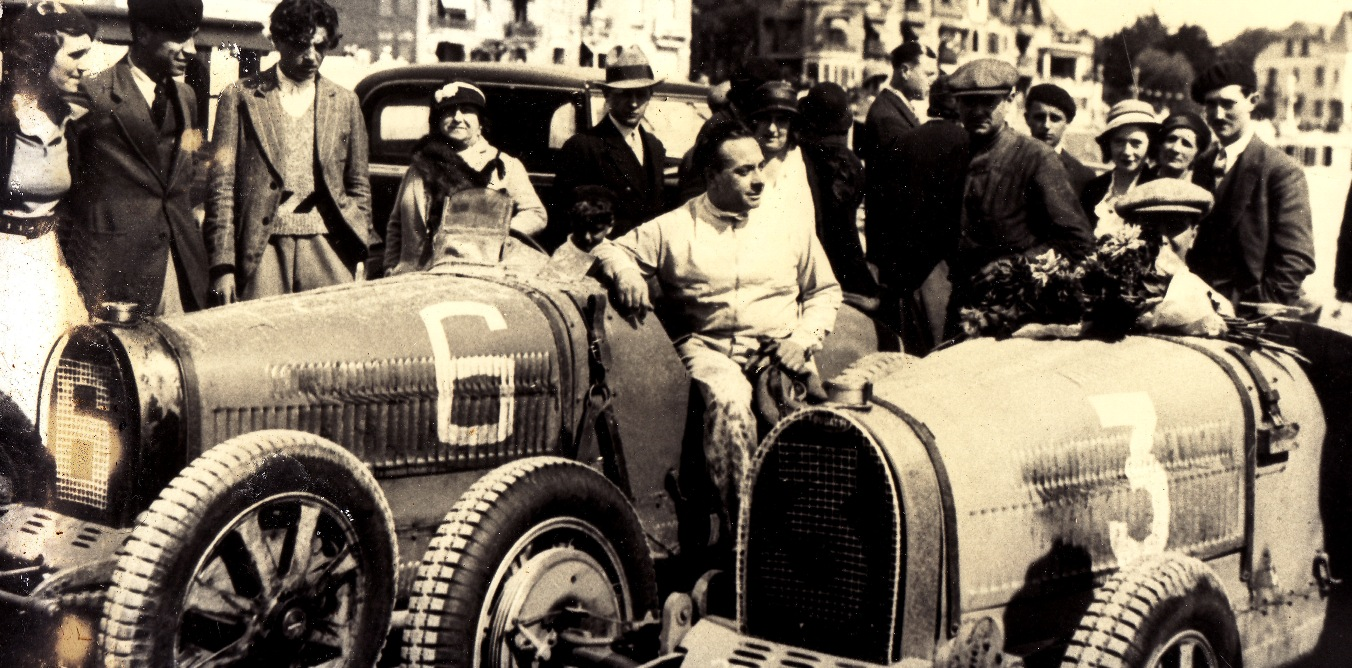
Jean Gaupillat (links) an seinen Bugatti T51 lehnend nach dem ersten Lauf zum Großen Preis von Dieppe 1934. Während des zweiten Wertungslaufes verunglückte er tödlich

Jean Gaupillat (* 8. Januar 1891 in Meudon; † 23. Juli 1934 in Dieppe) war ein französischer Autorennfahrer und Unternehmer.

## Unternehmer
Jean Gaupillat war der einzige Sohn von sechs Kindern des Fabrikanten Marcel Gaupillat. Marcel Gaupillat und sein Bruder waren Gründer und Eigentümer des seit 1890 bestehenden Unternehmens Marcel Gaupillat et Compagnie. Marcel Gaupillat et Compagnie produzierte Sprengzünder und Patronen am Standort Meudon. Während des Ersten Weltkriegs belieferte das Unternehmen das französische Heer. Nach dem Ende des Krieges stellte das Unternehmen auf die zivile Nutzung der Sprengzünder um, die nunmehr im Bergbau der Zechen im Ruhrgebiet zum Einsatz kamen. Nachdem Ende der Ruhrkrise und der Rückgabe des Gebiets an die Weimarer Republik, endeten die Lieferverträge und das Unternehmen musste sich andere Betätigungsfelder suchen.
1928 gründete Jean Gaupillat die Société Etampage de Précision Gaupillat in der Kunststoffteile gestanzt wurden. Der Betrieb ging nach Gaupillats Tod im Unternehmen des Vaters auf.

## Karriere als Rennfahrer
Die Rennkarriere von Gaupillat begann 1926 auf Cyclecars von B.N.C. 1927 fuhr er mit kleinen Rennwagen eine Fülle an Rennen, konnte dabei aber keine nennenswerte Ergebnisse erzielen. 1928 wechselte er in den Monopostosport und fuhr von nun an nurmehr Rennwagen der Marke Bugatti. 1929 stellten sich erste Erfolge ein. Auf einem Bugatti T31 gewann er die Voiturette-Klasse beim Grand Prix de Dieppe und wurde gemeinsam mit Louis Charavel Gesamtvierter beim 12-Stunden-Rennen von San Sebastián.
1931 erhielt Gaupillat die Unterstützung von Ernest Friederich. Der 1886 in Paris geborenen Friederich war in Nizza Regionalhändler von Bugatti für die Côte d’Azur. Außerdem war der Rennfahrern mit Geld und Material behilflich. 1931 stellte er zwei Bugatti T51 Jean-Pierre Wimille und Jean Gaupillat zur Verfügung. Bestes Ergebnis des Jahres war der zweite Rang beim Grand Prix de La Baule hinter William Grover-Williams. Der vierte Rang beim Großen Preis von Italien (gemeinsam mit Wimille; Sieger Giuseppe Campari und Tazio Nuvolari im Alfa Romeo 8C 2300) bedeute auch den vierten Gesamtrang in der Grand-Prix-Europameisterschaft dieses Jahres.
1930, 1931, 1932 und 1933 startete er beim Großen Preis von Frankreich sowie 1933 auch beim 24-Stunden-Rennen von Le Mans. Teampartner beim 24-Stunden-Rennen in Westfrankreich war der polnische Wagenbesitzer Count Stanisław Czaykowski. Der Auftritt endete nach 52 gefahrenen Runden nach einem Schaden an der Batterie des Bugatti Type 51A.
Jean Gaupillat verunglückte beim zweiten Wertungslauf zum Grand Prix de Dieppe 1934 tödlich. Auf regennasser Fahrbahn verlor er in einem schnellen Streckenteil die Kontrolle über den Bugatti. Der Wagen kam von der Fahrbahn ab, überschlug sich und prallte in einen Baum. Gaupillat wurde mit schweren Kopfverletzungen geborgen und in ein Krankenhaus in Dieppe gebracht. Dort erlag er in den frühen Morgenstunden des nächsten Tages seinen Verletzungen.

## Statistik

### Le-Mans-Ergebnisse
| Jahr | Team                       | Fahrzeug         | Teamkollege          | Platzierung | Ausfallgrund |
| ---- | -------------------------- | ---------------- | -------------------- | ----------- | ------------ |
| 1933 | Count Stanisław Czaykowski | Bugatti Type 51A | Stanisław Czaykowski | Ausfall     | Batterie     |